# دختر شایسته اخلاق ۲: مسلح و شگفت‌انگیز
دختر شایسته اخلاق ۲: مسلح و شگفت‌انگیز (به انگلیسی: Miss Congeniality 2: Armed and Fabulous) فیلمی محصول سال ۲۰۰۵ و به کارگردانی جان پسکوئن است. در این فیلم بازیگرانی همچون ساندرا بولاک، رجینا کینگ، انریکه مورچیانو، ویلیام شاتنر، ارنی هادسون، هتر برنس، دایدریچ بیدر، تریت ویلیامز، آبراهام بنرابی، نیک آفرمن، آیلین برنان، استیون توبولوسکی، الیزابت رم، لسلی گروسمان، لوئیسیا استراس، مگان کاوانا، دالی پارتن، ریجیس فیلبین، اکتاویا اسپنسر ایفای نقش کرده‌اند.
این فیلم دنباله فیلم دختر شایسته اخلاق است.